# Пламенац, Йован Симонов
Йован Симонов Пламенац (серб. Јован Симонов Пламенац; 1873 — 1944) — черногорский политик и сердар.

## Биография
Начал свою политическую карьеру в качестве одного из видных лидеров Настоящей народной партии в Черногорском княжестве. Был сторонником князя Николы Петровича Негоша, который провозгласил себя королём Черногории в 1910 году. Когда началась Первая мировая война, и король Никола тайно бежал из страны после вторжения центральных держав, Пламенац осудил его поступок.
После войны Пламенац стал одним из лидеров «зелёных» и одним из главных действующих лиц Рождественского восстания 1919 года, направленного против послевоенного объединения Черногории с Сербией и последующего создания Королевства Сербов, Хорватов и Словенцев. 
Бежав в Италию после провала восстания, Пламенац стал главой черногорского правительства в изгнании. На этом посту он руководил отрядами изгнанных «зелёных», которые прошли подготовку в городе Гаэта при поддержке Италии, после чего были тайно переправлены на родину через Адриатику, где после попыток восстания поддерживалась частичная партизанская активность. Пламенац также совершал попытки обеспечить себя политической поддержкой за рубежом для оппозиции своей организации к недавно созданному южнославянскому государству, в результате ничего не смог добиться в этом отношении.
К середине 1920-х годов Пламенац кардинально поменял свою позицию, решив заключить сделку с властями Королевства Сербов, Хорватов и Словенцев (Королевство Югославия), что позволило ему вернуться на родину, став политиком-центристом в Народно-радикальной партии Николы Пашича.
Во время Второй мировой войны Пламенац сотрудничал с оккупационными властями и с властями Независимого государства Хорватия. Был убит партизанами в 1944 году.